# Se'i
Le se'i ou sei est un plat indonésien de viande fumée originaire de Kupang, sur l'île de Timor, dans les petites îles de la Sonde orientales. Il y a plusieurs se'is : se'i babi (au porc, le plus populaire), se'i sapi (au bœuf), se'i rusa (à la venaison).

## Composition
On trouve dans un se'i des tranches de viande fines et coupées dans un mélange de sel et d'épices. Dans sa texture, il est comparable au bacon, bien que plus épais. On le trouve facilement dans les warung du Timor. À Kupang, il est servi avec du nasi panas (du riz cuit à la vapeur) et de la  sambal lu'at et du jagung bose (du maïs avec des haricots rouges et du lait de coco).

## Histoire
Historiquement, ce plat était fait avec de la viande de cerf de Java, aujourd'hui en déclin.